# Schillerhöhle
Die Schillerhöhle, auch Schillingsloch genannt, beim Bad Uracher Stadtteil Wittlingen auf der Schwäbischen Alb ist nach Friedrich Schiller beziehungsweise einem dort bei der Bärenjagd im Jahr 1341 verunglückten Herrn von Schilling benannt. 1833 führte der Uracher Oberförster Friedrich von Mandelsloh Ausgrabungen in der Höhle durch und fand Knochen von Braunbär und Luchs sowie einen gut erhaltenen Menschenschädel. Nach Besiedlungsspuren suchte er nicht.
Die Höhle wurde unter dem fiktiven Namen Tulkahöhle in dem Buch Rulaman von David Friedrich Weinland beschrieben, wo sie die Wohnhöhle eines Stammes von Steinzeitmenschen gewesen sein soll. Eine tatsächliche Besiedlung der Höhle in der Steinzeit ist bisher nicht nachgewiesen worden.
Dem Höhleneingang war eine Naturbrücke vorgelagert, die im Mai 2009 einstürzte. Daraufhin war der Zugang für einige Monate gesperrt.
Die Höhle gehört zum UNESCO Geopark Schwäbische Alb. Während der Fledermausschutzzeit ist die Höhle verschlossen. 

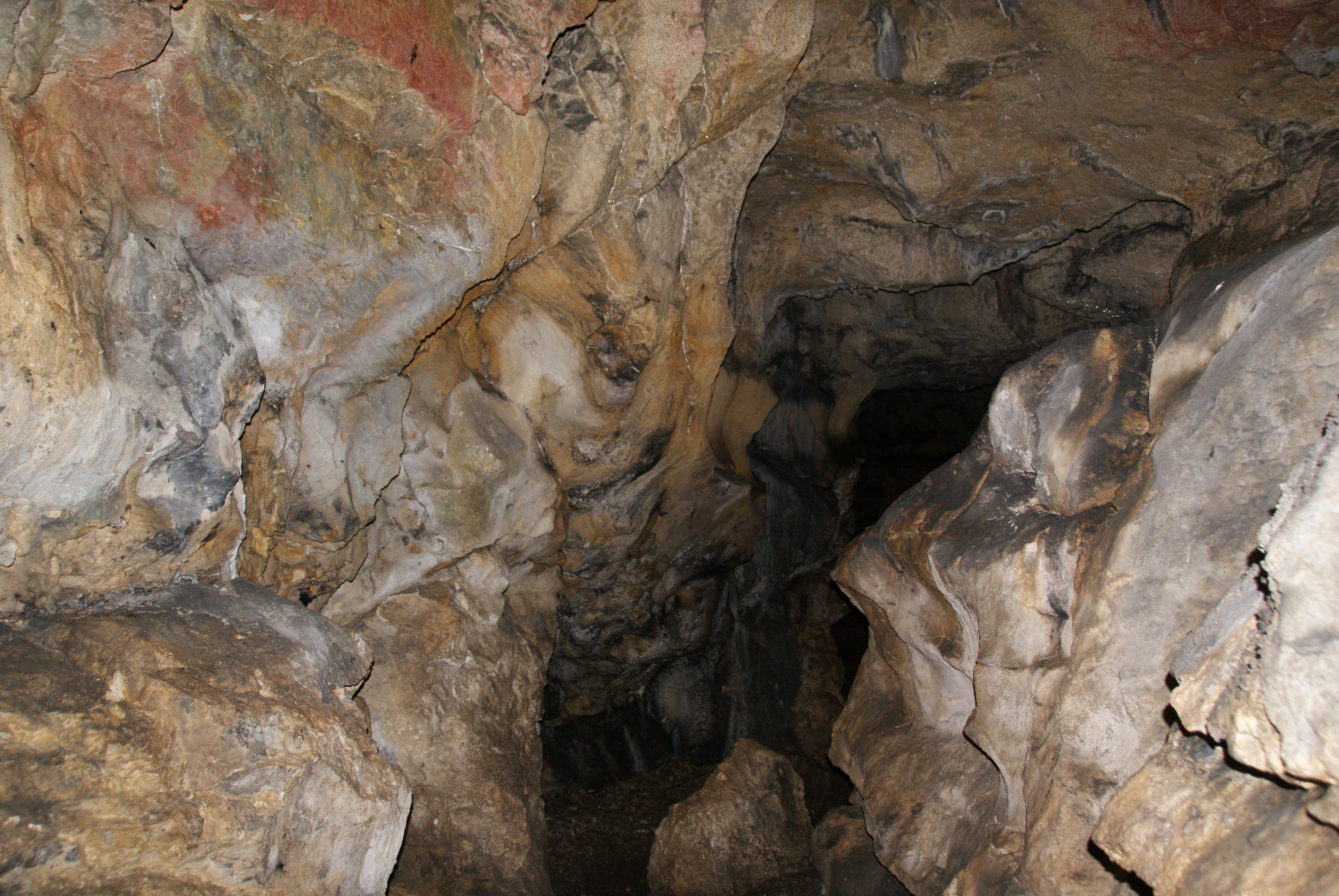
Innenansicht der Schillerhöhle